# اللاهوت التصوفي
اللاهوت الصوفي هو العلم بالله وبالأمور الإلهية علماً ذوقياً أي تجريبياً شعورياً ممنوحاً من الله، فهو بموضوعه وبوسائله علم فائق للطبيعة، لأن الإنسان لا يملك أن يبلغ بقوته الطبيعية إلى طبيعة الله، ولكن الله هو الذي يجذب إليه الإنسان ويرفعه إلى بهائه الذي لا يدركه العقل، وإنما يحسه القلب ويحبه ويعبده. ولأجل الاتحاد بالله يجب المران بلا انقطاع على التأمل الصوفي، يجب إطراح الحواس والأفعال العقلية، والذهاب بقوة فائقة للطبيعة. ذلك ما لا يفهمه الذين يعتقدون أنهم يستطيعون بقوة عقلهم ان يدركوا الموجود الذي «اتخذ له الظلمة مقاماً» كما يقول داود النبي. متى خلصت النفس من العالم المحسوس والعالم المعقول جميعاً، دخلت في ظلام جهل مقدس، وانصرفت عن كل معرفة استدلالية، وفنيت في الموجود غير المنظور غير المدرك، واتحدت به بنسبة انصرافها عن الاستدلال، واستمدت من ذلك الجهل المطلق معرفة لا يبلغ العقل إليها.